# Association of Shareware Professionals
Association of Shareware Professionals (ASP) - założona w 1987 r. w Muskegon, Michigan, organizacja producentów oprogramowania shareware'ego. Autorzy programów dostarczają ASP swoje produkty, które są aprobowane, sprawdzane pod kątem obecności wirusów i przekazywane do dystrybutorów płyt CD. Organizacja zmodyfikowała nieco swoją rolę z chwilą rozpowszechnienia się serwisów shareware'owych w WWW.